# Biocorporalidad
La biocorporalidad alude al concepto de cuerpo vivo. Como reflexión pedagógica, aborda la experiencia, conocimiento y cuidado del ser humano como cuerpo vivo y su interacción consigo mismo, con los demás y con su entorno.
Las concepciones sobre la biocorporalidad se hallan insertas en una interpretación más global de la realidad; considera al ser humano como una totalidad integrada por dimensiones o subsistemas: biológico (cuerpo físico), mental (procesos de pensamiento y cognición), y el espiritual (emociones y el desarrollo del ser). 
Estas dimensiones conforman una totalidad que se concreta en el cuerpo humano vivo y a partir de la cual existe una relación con el mundo, es decir, la biocorporalidad sustenta las actividades humanas a partir de la articulación entre cuerpo, cognición, emociones y pensamiento.
La biocorporalidad acaba con la muerte, es entonces cuando se deja la biocorporalidad, para terminar siendo un cuerpo.